# Jatirowo
Jatirowo is een bestuurslaag in het regentschap Mojokerto van de provincie Oost-Java, Indonesië. Jatirowo telt 1889 inwoners (volkstelling 2010).